# Barrio de San Basilio

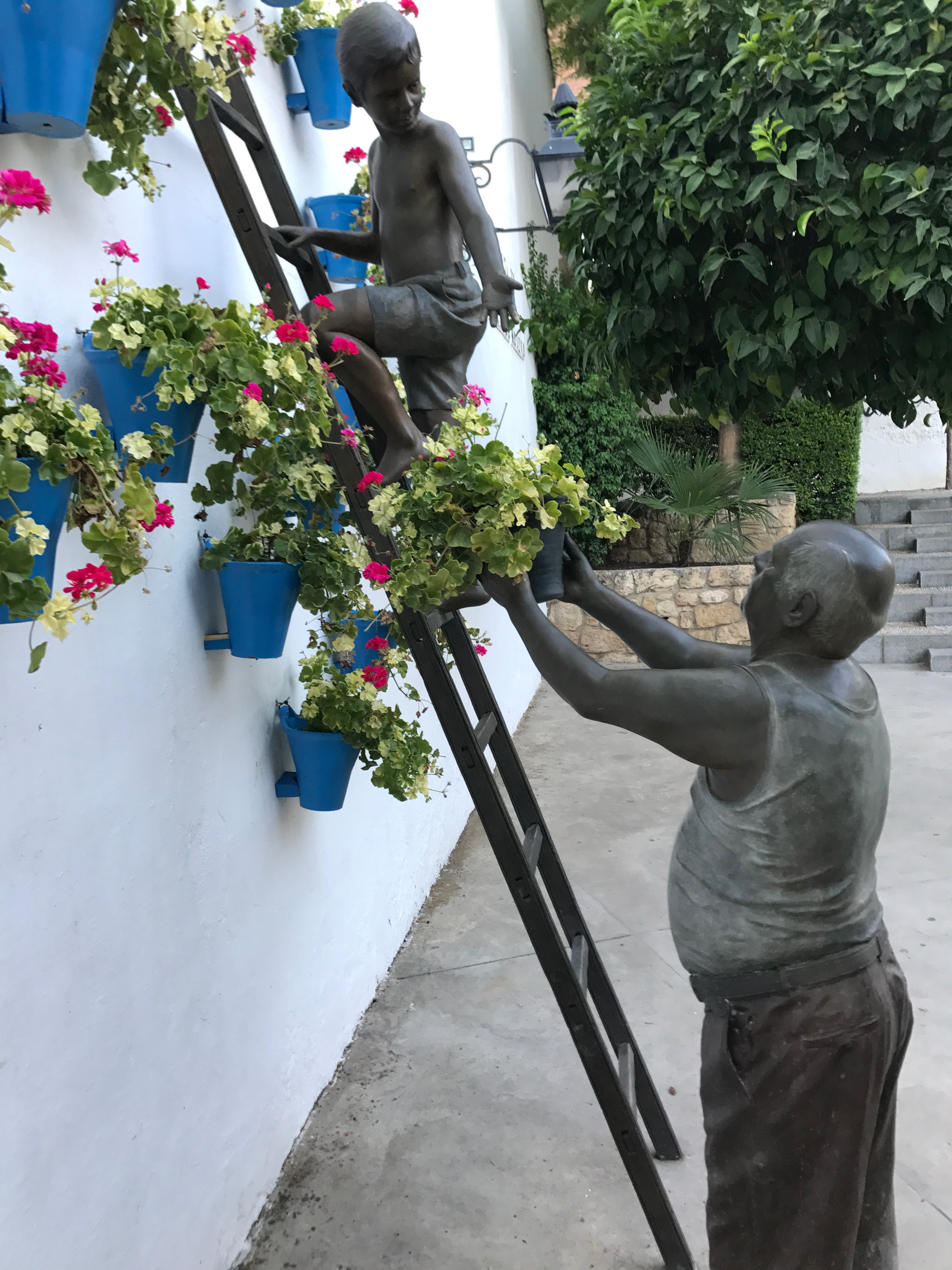
El barrio de San Basilio es muy reconocido por la participación de sus patios en el Festival de los Patios Cordobeses. Esta estatua, que representa el traspaso de la tradición de abuelos a nietos, fue realizada en 2014 como homenaje por su inclusión como Patrimonio de la Humanidad por la Unesco.

San Basilio, también conocido como barrio del Alcázar Viejo, es un barrio de la ciudad de Córdoba (España), perteneciente al distrito Centro. Está situado en la ribera del Guadalquivir, en el extremo suroeste del distrito. Limita al norte con el barrio de Huerta del Rey-Vallellano; al este, con el barrio de la Catedral; al oeste, con los barrios de Vista Alegre y Parque Cruz Conde; y al suroeste, con el río.
Se trata de un barrio muy conocido por sus patios cordobeses, ya que están abiertos durante gran parte del año, más allá del Festival de los Patios Cordobeses, declarado Patrimonio de la Humanidad en 2012.

## Historia
Los judíos habrían habitado en origen esta zona, conocida como Castillo de la Judería y fortificada con algunas estructuras como la torre de Belén de época almohade, ya que se consideraban protegidos de la Corona, hasta el pogromo acontecido en 1391 en Córdoba y otras ciudades castellanas.
El barrio del Alcázar Viejo como tal se remonta a 1399, donde el Concejo de Córdoba solicita autorización al monarca Enrique III de Castilla para comenzar a repoblar el barrio y construir diversas viviendas, además permiten que los ballesteros pudieran instalarse y defender el cercano Alcázar, residencia de los reyes castellanos, por lo que recibían privilegios especiales. A pesar de este cambio, todavía muchos judeoconversos habitaban el barrio, de hecho hubo un intento en 1479 de trasladarlos a otro lugar de la ciudad por parte de la ciudadanía, pero los Reyes Católicos frustraron el intento. Años más tarde, serían finalmente trasladados hasta el barrio de San Nicolás de la Villa debido a las malas condiciones higiénicas.
A diferencia de la irregularidad de la Medina, este barrio fue organizado fundamentalmente en tres calles principales: calle Postrera, Enmedio y San Basilio, este última denominación ha ido ganando popularidad debido a la iglesia de Nuestra Señora de la Paz, cuyo cotitular es San Basilio, ya que albergaba antiguamente una orden de monjes basilios.

## Monumentos y lugares de interés
- Caballerizas Reales
- Muralla de la Huerta del Alcázar
- Alcázar de los Reyes Cristianos
- Torre de Belén
- Iglesia de Nuestra Señora de la Paz
- Puerta de Sevilla
- Patios cordobeses

## Demografía
Según el censo de enero de 2022, el barrio de San Basilio tenía una población de 837 habitantes, de los cuales 388 eran hombres y 449 mujeres.